# والتر فريدريك لايت
والتر فريدريك لايت هو مسير أعمال كندي، ولد في 24 يونيو 1923 في محافظة كوبالت ‏ في كندا، وتوفي في 24 فبراير 1996.